# Pieces of the People We Love
Pieces of the People We Love é o segundo álbum completo da banda de dance-punk The Rapture, lançado em 2006.

## Faixas
| N.º | Título                                                      | Duração |  |
| 1.  | "Don Gon Do It"                                             | 4:35    |  |
| 2.  | "Pieces of the People We Love (produzida por Danger Mouse)" | 3:44    |  |
| 3.  | "Get Myself Into It"                                        | 4:42    |  |
| 4.  | "First Gear"                                                | 6:24    |  |
| 5.  | "The Devil"                                                 | 4:37    |  |
| 6.  | "Whoo! Alright, Yeah... Uh Huh (ou W.A.Y.U.H.)"             | 3:49    |  |
| 7.  | "Calling Me (produzida por Danger Mouse)"                   | 3:47    |  |
| 8.  | "Down for So Long"                                          | 3:48    |  |
| 9.  | "The Sound"                                                 | 4:26    |  |
| 10. | "Live in Sunshine"                                          | 4:00    |  |
| 11. | "Shooting Star (faixa bônus nas compras pela Best Buy)"     | 4:26    |  |
| 12. | "On and On (bonus track na edição do Reino Unido)"          | 5:01    |  |